# Epidryos micrantherus
Epidryos micrantherus là một loài thực vật có hoa trong họ Rapateaceae. Loài này được (Maguire) Maguire mô tả khoa học đầu tiên năm 1962.